# Cacatoès funèbre
Zanda funerea
Espèce
Statut de conservation UICN

 LC  : Préoccupation mineure
Répartition géographique
Statut CITES
Le Cacatoès funèbre (Zanda funerea) est une espèce d'oiseaux appartenant à la famille des Cacatuidae. Il est originaire du sud-est de l'Australie. C'est le plus grand des cacatoès et des perroquets australiens. On le trouve de la péninsule d'Eyre au sud jusqu'au centre-est du Queensland central. Dans certains endroits au moins, il semble s'être adapté à la présence de l'homme et on peut souvent le voir dans de nombreux quartiers de Sydney et Melbourne.
Bien qu'ils ne soient pas particulièrement fréquents, ils sont l'un des oiseaux les plus aimés et caractéristiques de l'Australie du Sud. On les voit généralement volant à une hauteur modérée. Ils ont des ailes particulièrement grandes et volent très lentement et avec des mouvements singulièrement lourds et fluides. Leur hurlement fort et sinistre leur sert à effectuer des appels sur de longues distances et la combinaison de leurs cris et de leur silhouette est unique.

## Taxonomie
Le Cacatoès funèbre a été décrit pour la première fois par le naturaliste anglais George Kearsley Shaw. Le nom actuel du genre, Calyptorhynchus, vient du grec calypto-/καλυπτο- « couvert, caché » et rhynchus / ρυγχος « bec ». Le changement a d'abord été fait par Anselme Gaëtan Desmarest en 1826.

## Description
Les oiseaux adultes font entre 55 et 65 cm de longueur et pèsent 750 à 900 grammes, presque entièrement noirs sauf quelques plumes plus pâles aux extrémités et des taches de couleur jaune pâle dans la queue. Les oiseaux mâles ont un bec noir, une tache d'un jaune terne derrière l'œil, et un anneau rouge autour de l'œil. Les femelles ont un anneau gris autour de l'œil, un bec plus clair puisque de couleur corne et une tache jaune vif sur la joue plus brillante et mieux délimitée. Les immatures ressemblent beaucoup aux femelles mais ont le bec gris, les mâles arborent des zones auriculaires jaune pâle.

## Comportement

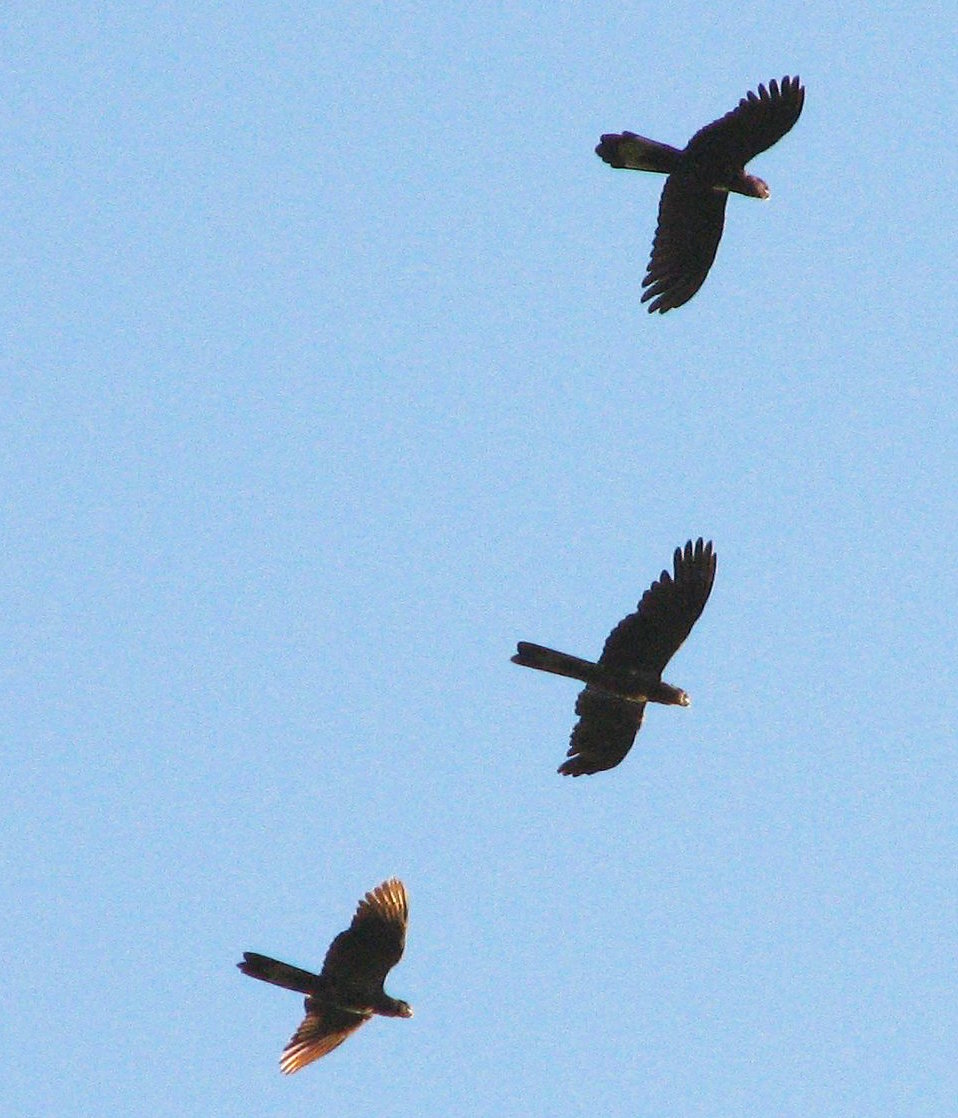
3 cacatoès funéraires en vol.

### Alimentation
Leur nourriture naturelle est variée, mais une grande partie de leur régime alimentaire se compose de graines d'arbres, en particulier de Casuarina, mais aussi d'Eucalyptus, Acacia, Banksia et Hakea. Ils sont également friands de pommes de pin dans les plantations de Pinus radiata, un arbre importé. Ils sont très friands de larves de coléoptères et de papillons et lacèrent l'écorce des arbres pour les trouver.

### Reproduction
Le Cacatoès funèbre a une longue saison de reproduction. Les deux sexes construisent leur nid dans un grand arbre creux, bordé de copeaux de bois. La femelle couve seule un ou deux œufs pendant 29 jours, alors que le mâle fournit la nourriture. Habituellement, un seul poussin survit et il reste à la charge de ses parents pendant environ six mois.

## Sous-espèces
D'après la classification de référence (version 5.2, 2015) du Congrès ornithologique international, cette espèce est constituée des trois sous-espèces suivantes (ordre phylogénique) :
- Z. f. funerea (Shaw, 1794) — Australie orientale ;
- Z. f. whiteae (Mathews, 1912) — sud-est de l'Australie-Méridionale et île Kangourou ;
- Z. f. xanthanota (Gould, 1838) — Tasmanie et îles du détroit de Bass.